# Dicellitis
Dicellitis is een geslacht van vlinders van de familie bladrollers (Tortricidae), uit de onderfamilie Tortricinae.

## Soorten
- D. acrographa Diakonoff, 1953
- D. cavifrons Turner, 1926
- D. cornucopiae Diakonoff, 1941
- D. furcigera Meyrick, 1928
- D. nigritula Meyrick, 1908
- D. theticophara Turner, 1925
- D. zostrophora Turner, 1925